# Peruvallur
Peruvallur es una ciudad censal situada en el distrito de Malappuram en el estado de Kerala (India). Su población es de 34941 habitantes (2011). Se encuentra a 22 km de Malappuram y a 23 km de Kozhikode.

## Demografía
Según el censo de 2011 la población de Peruvallur era de 34941 habitantes, de los cuales 16883 eran hombres y 18058 eran mujeres. Peruvallur tiene una tasa media de alfabetización del 92,43%, inferior a la media estatal del 94%. la alfabetización masculina es del 95,57%, y la alfabetización femenina del 89,56%.